# Sveta pomlad
Sveta pomlad (v latinščini ver sacrum) je bil obred, ki so ga opravljali antični prebivalci Apeninskega polotoka, ko so si hoteli izprositi pomoč in naklonjenost božanstev. Omenjajo ga legende raznih italskih ljudstev, predvsem Irpinov, Picenov in Samnitov. Tudi Tit Livij je o njem podrobno poročal in celo zapisal obredno besedilo. Vendar obred ni bil povsod enak in seveda ni potekal povsod po istih pravilih. Po vsej verjetnosti je zgodovinar zapisal besedilo in ritualno obliko, ki sta bila v navadi v njegovi dobi, to je pri starih Rimljanih v zgodnjem prvem stoletju, ali morda nekaj desetletij prej pri Umbrijcih, ki so najdlje ohranili to vrsto bogoslužja.
V teku teh obredov so svečeniki v imenu ljudstva obljubili bogovom vse, kar se bo rodilo v prihodnji pomladi, in sicer rastline, živali in ljudi. Bilo je točno določeno, katera doba v tem slučaju velja za pomlad: pri Rimljanih na primer od 1. marca do 1. junija, pri Samnitih od 1. marca do 30. aprila. Nekatera plemena so v tem obdobju sistematično sežigala pridelke na polju in živali na oltarjih. Druga plemena so pridelke ruvala in pustila na polju, živali pa žrtvovala na koncu obdobja v okviru skupnega praznovanja. Otrok ni pobijalo nobeno pleme. Žrtev je bila v tem, da so jih starši morali obljubiti bogovom, jih vzgajati kot »izvoljene« in jih komaj dorasle izobčiti. Mladoletnike so po navadi odvedli v oddaljen kraj, kjer naj bi si »s pomočjo božjih zaveznikov« ustvarili novo domovino. Večina plemen je tako odstranila vse osebe, ki so se rodile spomladi, nekatera pa samo prvorojence.
Na ta način so se ustvarjala nova plemena, v poznejših časih prve rimske kolonije. Plinij starejši je menil, da so bili Umbrijci najstarejši prebivalci na polotoku in so iz njih izšla vsa druga plemena prav s postopkom »svete pomladi« (Naturalis historia, III., 112). Novejše raziskave se v glavnem strinjajo, predvsem v zvezi z nastankom Sabinov in Picenov.